# Sony Music Entertainment
Sony Music Entertainment és la discogràfica més gran del món, i una part de Sony Corporation.
El 1988, Sony Corporation va adquirir Columbia Records (CBS Records) per 2 mil milions de dòlars i li va canviar el nom a Sony Music Entertainment, el 1991.
Epic Records és l'altra marca popular de Sony Music. L'únic país en el qual Sony no té els drets sobre el nom de Columbia és al Japó, on el nom és controlat per Columbia Music Entertainment. Els productes de Columbia de fora del Japó són distribuïts en aquest país per Sony Records, que busca tenir el logotip "Walking Eye" com en la resta del món. L'agost de 2004, Sony Music Entertainment va crear una empresa conjunta amb BMG per a formar Sony BMG Music Entertainment.
El novembre de 2005, Texas Attorney General i Electronic Frontier Foundation, van presentar separadament un judici contra Sony BMG Entertainment per amagar programari espia en els seus discos, que deixava vulnerables als intrusos els computadors que utilitzaven el sistema Windows.